# Kupinovac, Svilajnac
Kupinovac (izvirno srbsko Купиновац) je naselje v Srbiji, ki upravno spada pod Občino Svilajnac; slednja pa je del Pomoravskega upravnega okraja.

## Demografija
V naselju živi 301 polnoletni prebivalec, pri čemer je njihova povprečna starost 43,2 let (38,4 pri moških in 47,6 pri ženskah). Naselje ima 102 gospodinjstev, pri čemer je povprečno število članov na gospodinjstvo 3,78.
To naselje je, glede na rezultate popisa iz leta 2002, večinoma srbsko, a v času zadnjih treh popisov je opazno zmanjšanje števila prebivalcev.
|  |

| Demografija | Demografija     | Demografija     |
| Leto        | Št. prebivalcev | Št. prebivalcev |
| ----------- | --------------- | --------------- |
|             |                 |                 |
|             |                 |                 |
|             |                 |                 |
|             |                 |                 |
| 1948        | 762             |                 |
| 1953        | 750             |                 |
| 1961        | 690             |                 |
| 1971        | 652             |                 |
| 1981        | 583             |                 |
| 1991        | 541             | 424             |
| 2002        | 531             | 386             |
|             |                 |                 |

| Etnična sestava po popisu iz leta 2002 | Etnična sestava po popisu iz leta 2002 | Etnična sestava po popisu iz leta 2002 | Etnična sestava po popisu iz leta 2002 | Etnična sestava po popisu iz leta 2002 |
| -------------------------------------- | -------------------------------------- | -------------------------------------- | -------------------------------------- | -------------------------------------- |
| Srbi                                   | Srbi                                   |                                        | 377                                    | 97,66%                                 |
| Romuni                                 | Romuni                                 |                                        | 2                                      | 0,51%                                  |
| Neznano                                | Neznano                                |                                        | 7                                      | 1,81%                                  |